# Italien ved vinter-OL 2014
Italien deltog ved vinter-OL 2014 i Sotji, som blev afholdt i perioden 7. til 23. februar 2014.

## Medaljer
| 2014 Sotji | Guld | Sølv | Bronze | Total |
| Italien    | 0    | 2    | 6      | 8     |

### Medaljer
| Medalje | Navn                                                          | Sport          | Event                     | Dato        |
| ------- | ------------------------------------------------------------- | -------------- | ------------------------- | ----------- |
| Sølv    | Christof Innerhofer                                           | Alpint skiløb  | Mændenes styrtløb         | 9. februar  |
| Sølv    | Arianna Fontana                                               | Kortbaneløb    | Kvindernes 500 meter      | 13. februar |
| Bronze  | Armin Zöggeler                                                | Kælkning       | Mændenes single           | 9. februar  |
| Bronze  | Christof Innerhofer                                           | Alpint skiløb  | Mændenes superkombination | 14. februar |
| Bronze  | Arianna Fontana                                               | Kortbaneløb    | Kvindernes 1500 meter     | 15. februar |
| Bronze  | Arianna Fontana Lucia Peretti Martina Valcepina Elena Viviani | Kortbaneløb    | Kvindernes 3000 m stafet  | 18. februar |
| Bronze  | Lukas Hofer Karin Oberhofer Dorothea Wierer Dominik Windisch  | Skiskydning    | Mix stafet                | 19. februar |
| Bronze  | Carolina Kostner                                              | Kunstskøjteløb | Kvindernes single         | 20. februar |